# Asfaltmeer

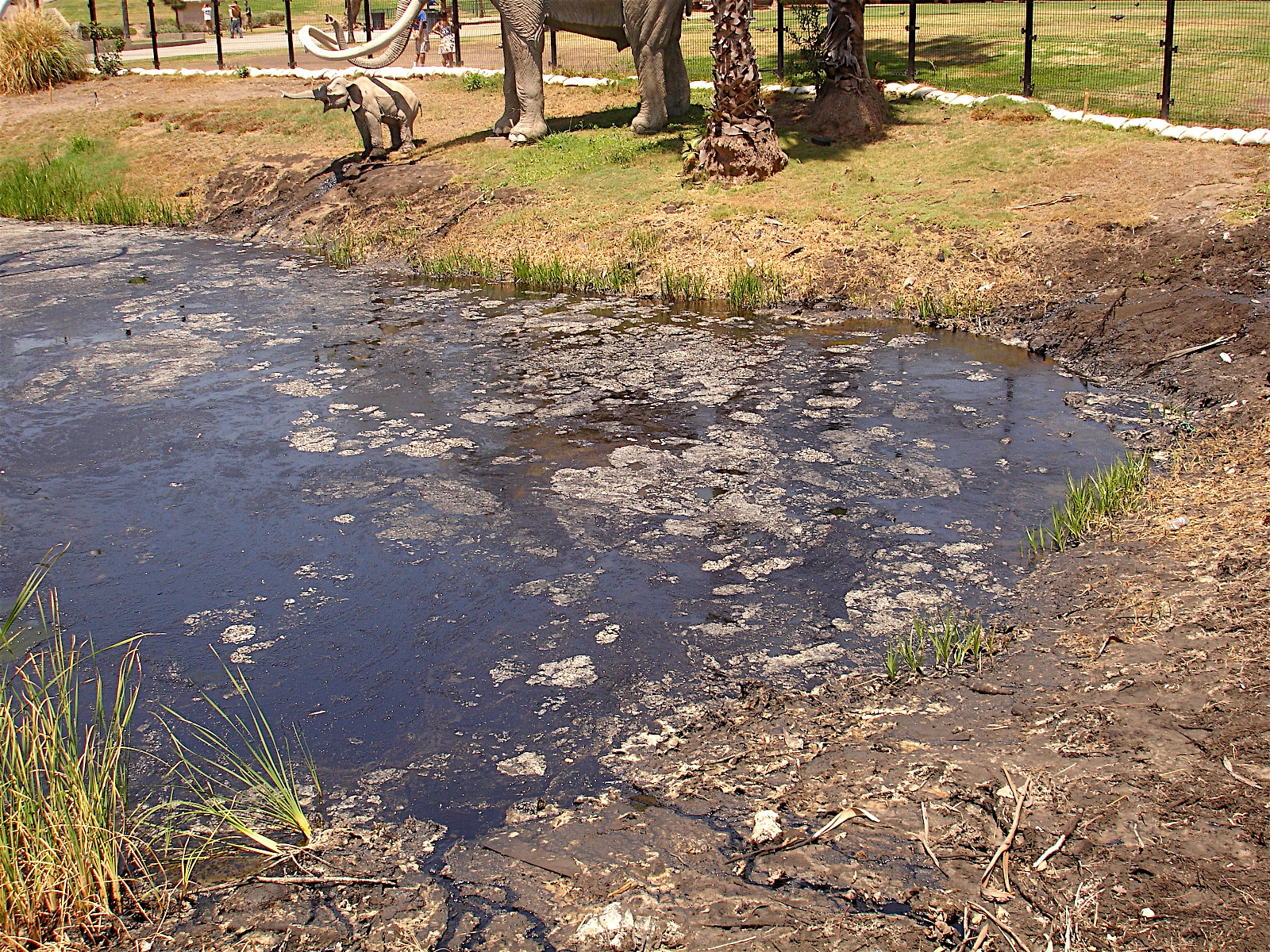
Het asfaltmeer La Brea

Een asfaltmeer, teerput of teermeer is een depressie in het aardoppervlak, geheel of gedeeltelijk gevuld met taaivloeibaar asfalt.
Het is een natuurlijk fenomeen of soms ook gemaakt door mensenhand. Het grootste bekende asfaltmeer is Pitch Lake, dat ook een belangrijke inkomstenbron is door de export van teer.

## Natuurlijke teerputten
Een natuurlijke teerput is een gebied waar aardolie naar de oppervlakte sijpelt. Door verdamping van de vluchtige componenten blijft een stroperig taaie asfaltsubstantie over. Dit fenomeen komt maar op enkele plaatsen op aarde voor. Een voorbeeld hiervan zijn de La Brea-teerputten in de stad Los Angeles.

## Paleontologisch belang
Dieren kunnen meestal maar moeilijk ontsnappen uit een asfaltmeer. Daarnaast vergaan botten er maar heel langzaam.
Natuurlijke asfaltmeren staan er om bekend dat ze vaak goed geconserveerde resten bevatten van planten en dieren die er in terecht zijn gekomen. Zo zijn er in de Verenigde Staten overblijfselen (fossielen) van vele duizenden dieren uit opgegraven. Daaronder zijn tientallen skeletten van sabeltandtijgers.

## Bekende asfaltmeren
- Pitch Lake op Trinidad en Tobago
- La Brea-teerputten in Los Angeles
- Binagadi-natuurmonument in Azerbeidzjan
- Mene de Inciarte in Venezuela
- Talara-teerputten in Peru
- Santa Elena-teerputten in Ecuador

## Kunstmatige teerputten
In deze put werden de afvalstoffen, zoals zware metalen en aromaten gestort. Men spreekt ook wel van een vuilnisput. Hier betreft het meestal een op een fabrieksterrein, bijvoorbeeld een gasfabriek, gegraven put. Was zo'n put vol, dan legde men er een laagje aarde over en groef even verderop een nieuwe afvalkuil.
Door de hedendaagse milieuregels is het gebruik van dergelijke teerputten aan banden gelegd.